# Katja Erfurth

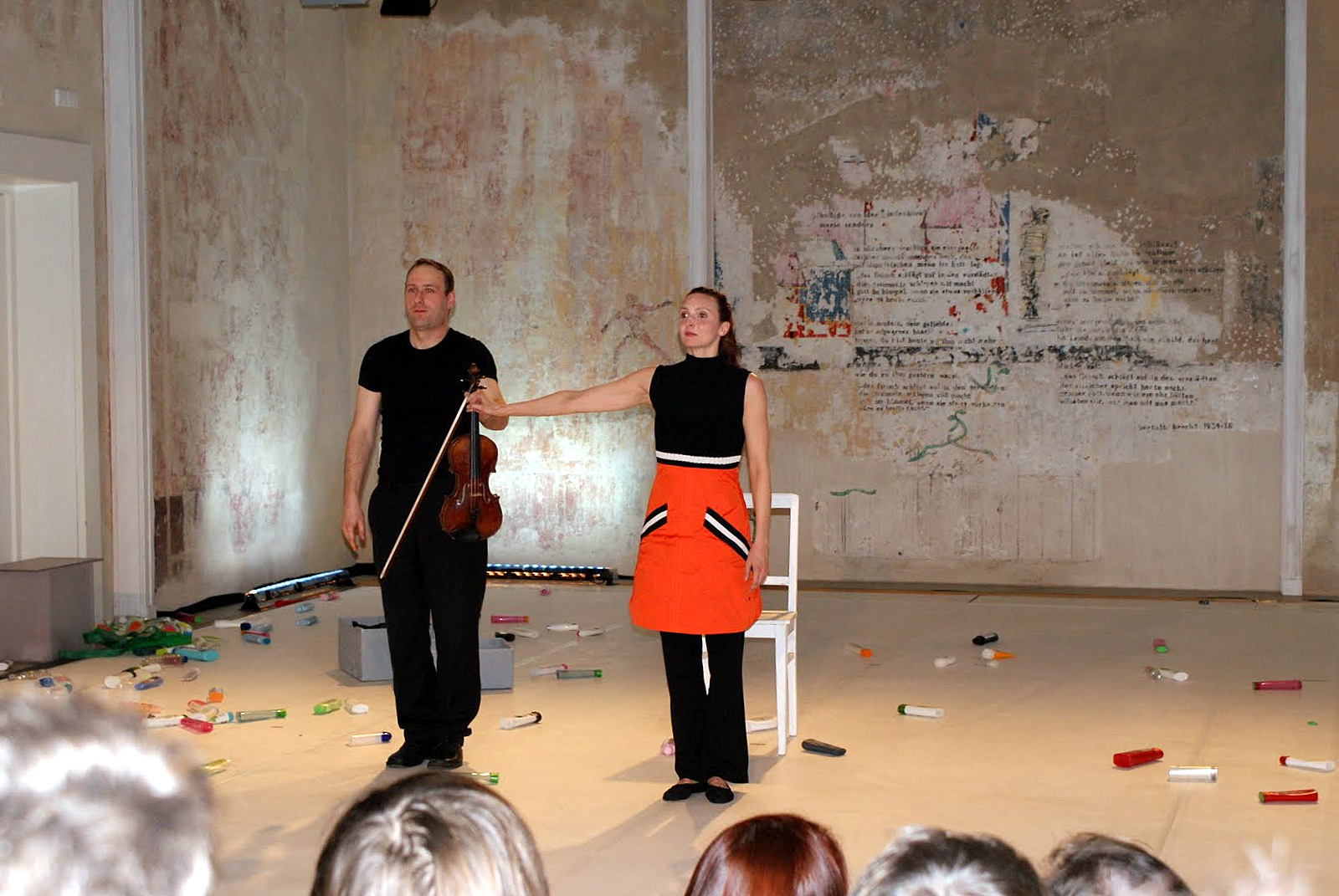
Katja Erfurth anlässlich ihres 20. Bühnenjubiläums im Festspielhaus Hellerau mit Florian Mayer

Katja Erfurth (* 1971 in Dresden) ist eine deutsche Choreografin und Tänzerin. Im Jahr 2020 wurde sie mit dem Kunstpreis der Stadt Dresden ausgezeichnet.

## Leben
Nach einer neunjährigen Ausbildung, u. a. in den Fächern Klassischer Tanz, Moderner Tanz und Neuer Künstlerischer Tanz bei Gret Palucca an der Palucca Hochschule für Tanz Dresden folgte zunächst ein Engagement im Ballettensemble der Sächsischen Staatsoper Dresden von 1990 bis 1997. Bereits seit 1995 arbeitete sie choreografisch mit der Gruppe Tanzzeitlose (Gründungsmitglied). Seit 1997 ist sie freiberuflich als Tänzerin, Choreografin und Pädagogin tätig. Sie schuf mehr als 30 abendfüllende Produktionen, in denen sie vor allem die solistische Tanzdarstellung verfolgt. Mit der Produktion „Tänze in SCHWARZWEISS – Gewidmet der Ausdruckstänzerin Dore Hoyer“ (1911–67) wurde sie für den Sächsischen Tanzpreis 2015 nominiert. Von 2002 bis 2013 hatte Katja Erfurth die künstlerische Leitung der Pfingstspiele auf Schloss Batzdorf inne. 2018 wurde sie als Mitglied in die Sächsische Akademie der Künste berufen. Im Jahr 2020 erhielt sie den Kunstpreis der Landeshauptstadt Dresden. Der Sächsische Kultursenat berief sie 2022 als Mitglied und wählte sie ab 2023 als Vizepräsidentin. Als Vorstandsvorsitzende des Vereins Villa Wigman für TANZ e. V. engagiert sie sich in den letzten Jahren maßgeblich um den Erhalt der ehemaligen Wigman-Schule in Dresden. Seit 2019 betreibt der Verein den kulturhistorisch wertvollen Ort als Produktionshaus für Tanz und weitere Darstellende Künste und saniert ihn schrittweise. Gemeinsam mit Julia Amme, Johanna Roggan und Josefine Wosahlo bildet sie das Leitungsteam der Villa Wigman (Bautzner Straße 107). Katja Erfurth wurde 2024 als Mitglied der Akademie der Künste – Sektion Darstellende Kunst – gewählt.
Katja Erfurth ist Mutter von drei Kindern und lebt in Dresden.

## Produktionen (Auswahl)
- DAS TEXTILE DRAMA, Gemeinschaftsproduktion mit Thomas Hartmann, 2001
- BEZIEHUNGSWEISEN, Soloabend mit Musik von Johann Sebastian Bach (mit Daniel Thiele, Violoncello), 2001
- EINSAME (mit Florian Mayer, Violine), 2004
- S.IEBEN (mit Tom Götze, Kontrabass; UA Societaetstheater Dresden), 2006
- ACHTSAME. (mit Florian Mayer, Violine), 2007
- Tänze in SCHWARZWEISS – Gewidmet der Ausdruckstänzerin Dore Hoyer, 2015
- KäTHY HINTER DEN SPIEGELN. (mit Claudia Reh, Projektionen und Florian Mayer, Komposition und Violine) Tanztheater frei nach Lewis Carrolls Alice hinter den Spiegeln, 2017
- GEOMETRISCHES BALLETT, Hommage á Oskar Schlemmer von Ursula Sax, 2019